# Osiedle Uzdrowiskowe (Lidzbark Warmiński)
Osiedle Uzdrowiskowe – osiedle będące jednostką pomocniczą gminy miejskiej Lidzbark Warmiński.
Zostało utworzone na mocy uchwały nr OR.BR.0007.65.2014.AR Rady Miejskiej w Lidzbarku Warmińskim z dnia 27 czerwca 2014 r.
Uzyskało status obszaru ochrony uzdrowiskowej ("Obszar Ochrony Uzdrowiskowej Lidzbark Warmiński”), wraz z położonymi na obszarze gminy Lidzbark Warmiński sołectwami Medyny i Łabno, na podstawie rozporządzenia Rady Ministrów z dnia 17 maja 2016 r.